# 適馬 8-16mm 鏡頭
適馬 8-16mm f/4.5-5.6 DC HSM 鏡頭是由適馬（Sigma）生產，專為APS-C小片幅數位單眼相機設計的玩家級超廣角消畸變變焦鏡頭。它是第一個專為APS-C小片幅數位單眼相機設計，具有最小焦距8 mm的超廣角消畸變（非魚眼鏡頭）變焦鏡頭，2010年2月於攝影行銷協會（PMA）國際會議暨貿易展上首度現世。